# Цепелін (Німеччина)
Цепелін (нім. Zepelin) — громада в Німеччині, розташована в землі Мекленбург-Передня Померанія. Входить до складу району Росток. Складова частина об'єднання громад Бютцов-Ланд.
Площа — 22,36 км2. Населення становить 441 ос. (станом на 31 грудня 2020).